# Блондинка
Блондинката е жена, чиито коси са руси (по рождение или по лично желание). Цвета се дължи на това че феомеланина е в малки количества а еумеланина липсва, като се наблюдава пепеляв или светлосив оттенък ако и двата пигмента присъстват но в много малки количества. В много страни отношението към блондинките е социокултурен феномен, основаващ се на различието и на приписваните качества. Култът към блондинките се създава от киноиндустрията и особено от Холивуд в средата на 20 век.
Русата коса у естествените блондинки се смята за белег за високо ниво на естроген. Това действа подсъзнателно привличащо за мъжете, тъй като означава повишена плодовитост. Блондинките, справедливо или не, се смятат за по-привлекателни, но и по-глупави от останалите жени (особено относно математическото мислене). Има множество вицове в повечето западни култури на тази тема, включително и на български.
През 2002 BBC публикува статия, в която се твърди, че хората с руси коси ще изчезнат до двеста години, тъй като русите коси са резултат от рецесивен ген . Подобни статии се появяват и в други медии, но това е мит, основан на неправилно разбиране на рецесивните гени. Тъй като често повтарящите мита се обосновават с „изследване на Световната здравна организация“, СЗО публикува опровержение.
Особено модно през последните години в България (2001 – 2005) е изсветляването на косата, вероятно поради схващането за привлекателността на блондинките. Това са т.нар. „изкуствени блондинки“, разговорно „перхидролки“ по името на химическото съединение, използвано за изрусяване (перхидрол).
Известни блондинки: Ана Никол Смит, Гергана, Мерилин Монро, Памела Андерсън.
Въпреки че се свързва със светъл цвят на кожата русата коса се среща и сред тъмнокожите раси като австралоидите (ведо-австралоди), обаче с възрастта косата им потъмнява.